# Narathura asma
Narathura asma är en fjärilsart som beskrevs av Evans 1957. Narathura asma ingår i släktet Narathura och familjen juvelvingar. Inga underarter finns listade i Catalogue of Life.